# Eurovaistinė
Eurovaistinė ist die größte litauische Apothekenkette, ein Unternehmen der Gruppe "Euroapotheca" (des litauischen Konzerns "Vilniaus prekyba"). 2012 betrug der Umsatz 596,262 Millionen Litas (172,7 Millionen Euro). Das Unternehmen hat über 1.500 Beschäftigte (2017). Es gibt 255 Apotheken (2013).

## Geschichte
1998 gab es in Vilnius drei Apotheken, 2000 schon 26 und 2006 über 200 Apotheken. 2007 wurde ein Teil der internationalen Gruppe "Euroapotheca". Diese führt die Geschäfte der Apothekenketten des Konzerns "Vilniaus prekyba" in vier europäischen Ländern (LT, LV, EE, PL). 

## Leitung
- bis 2010: Darius Nedzinskas
- Seit Dezember 2010: Gustavas Jankauskas[4]